# Elezioni federali in Canada del 1965
Le elezioni federali in Canada del 1965 si tennero l'8 novembre per il rinnovo della Camera dei comuni.

## Risultati
| Liste                                        | Voti      | %     | Seggi |
| -------------------------------------------- | --------- | ----- | ----- |
| Partito Liberale del Canada                  | 3 099 521 | 40,18 | 131   |
| Partito Conservatore Progressista del Canada | 2 500 113 | 32,41 | 97    |
| Nuovo Partito Democratico                    | 1 381 658 | 17,91 | 21    |
| Ralliement créditiste                        | 359 258   | 4,66  | 9     |
| Partito del Credito Sociale del Canada       | 282 454   | 3,66  | 5     |
| Partito Comunista del Canada                 | 4 285     | 0,06  | –     |
| Indipendenti                                 | 83 536    | 1,08  | 2     |
| Altri                                        | 2 513     | 0,03  | –     |
| Totale                                       | 7 713 338 | 100   | 265   |